# Bevaix
Bevaix (toponimo francese) è una frazione di 3 784 abitanti del comune svizzero di La Grande Béroche (Canton Neuchâtel).

## Geografia fisica
Bevaix sorge sulla sponda nordoccidentale del lago di Neuchâtel.

## Storia

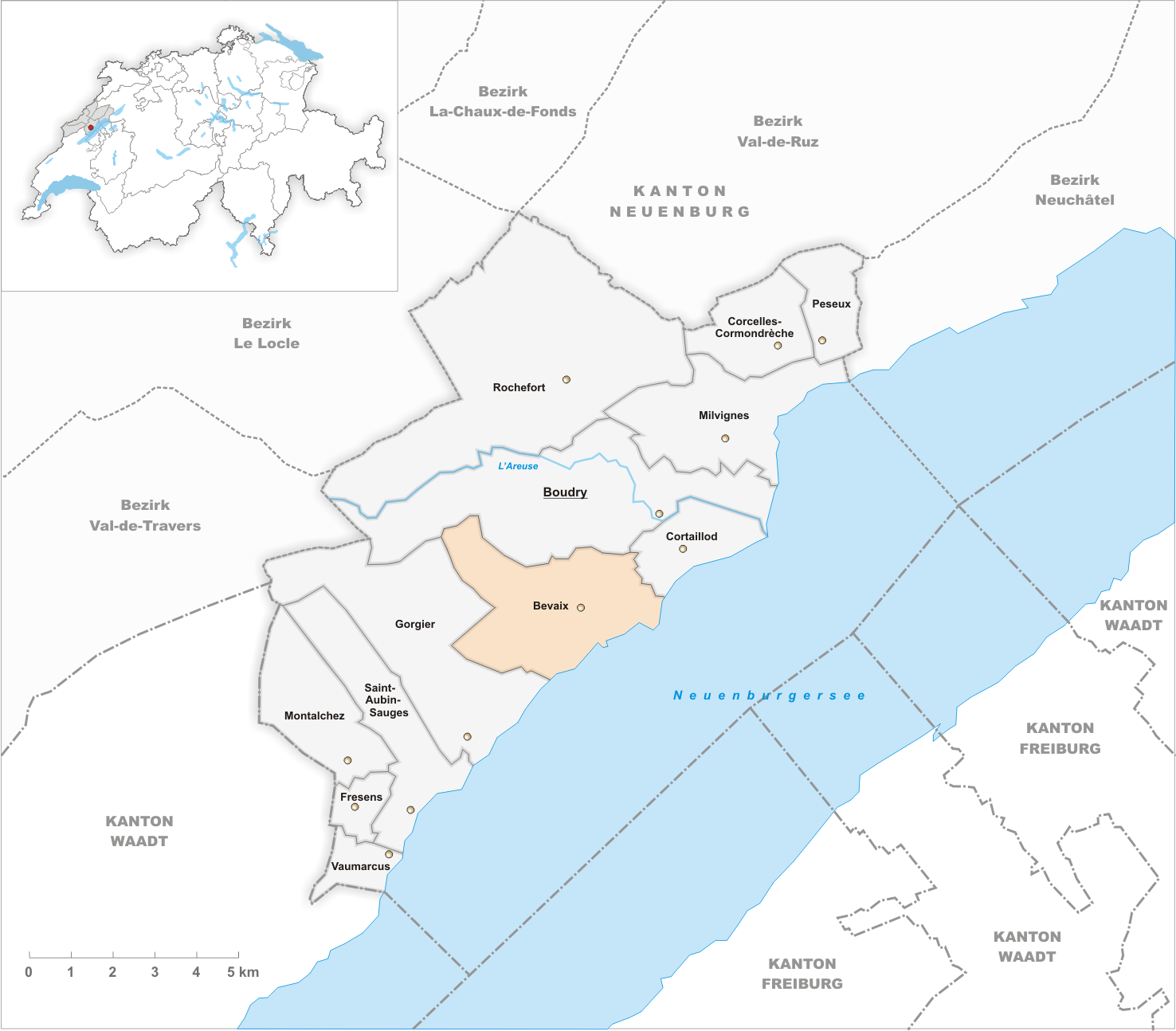
Il territorio del comune di Bevaix prima degli accorpamenti comunali del 2018

Già comune autonomo che si estendeva per 10,76 km², in seguito all'esito favorevole del referendum del 27 novembre 2016 il 1º gennaio 2018 è stato aggregato agli altri comuni soppressi di Fresens, Gorgier, Montalchez, Saint-Aubin-Sauges e Vaumarcus per formare il nuovo comune di La Grande Béroche.

## Monumenti e luoghi d'interesse
- Chiesa riformata, eretta nel 1605[1];
- Sito archeologico di Bevaix-L'Abbaye 2, parte del patrimonio dell'umanità UNESCO "Siti palafitticoli preistorici attorno alle Alpi"[1][3].

## Società

### Evoluzione demografica
L'evoluzione demografica è riportata nella seguente tabella:
Abitanti censiti

## Economia
Bevaix è un paese prevalentemente residenziale.

## Infrastrutture e trasporti

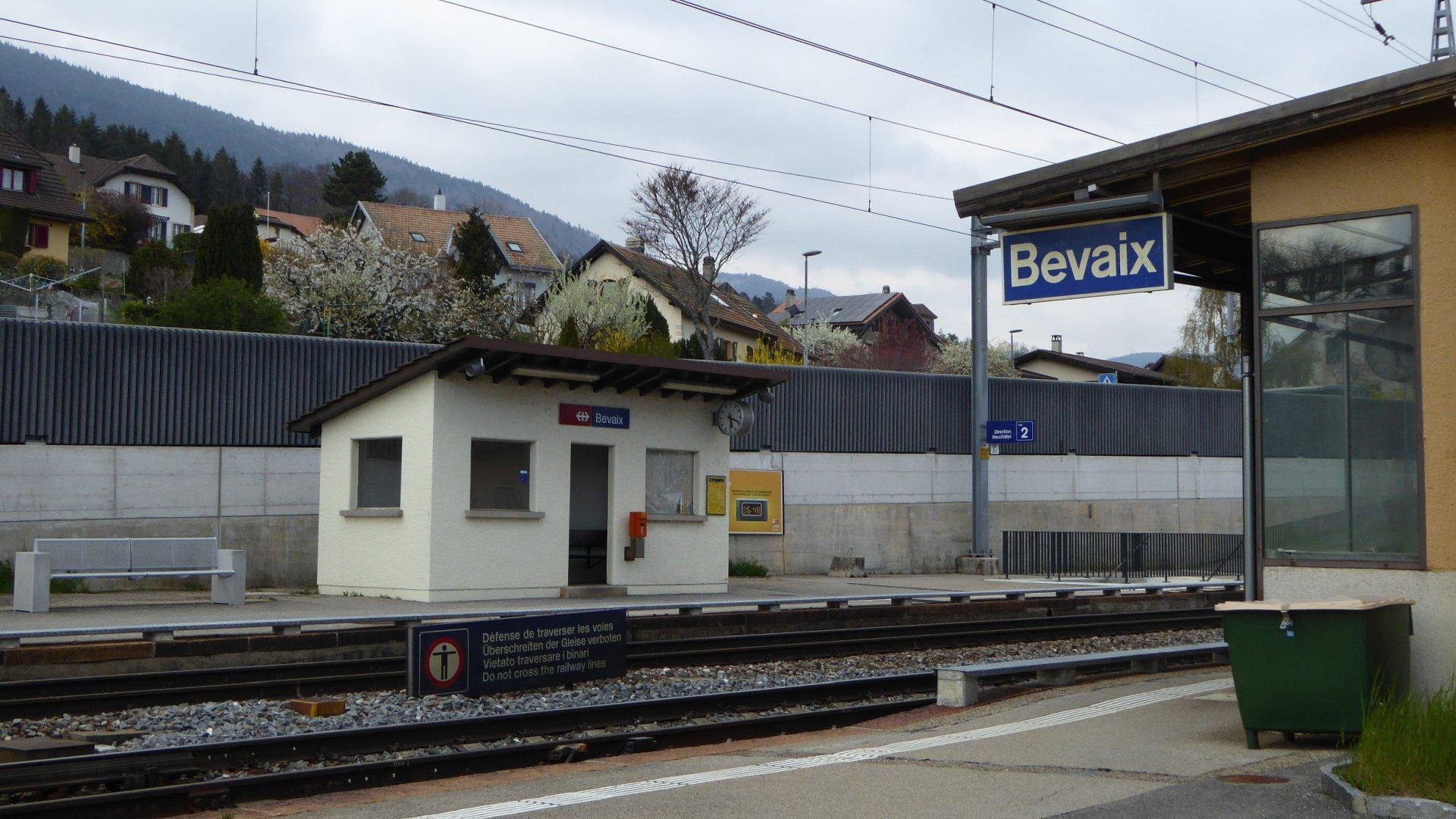
La stazione di Bevaix

Bevaix è servita dall'omonima uscita dell'autostrada A5, dalla strada principale 5 e dall'omonima stazione sulla ferrovia Losanna-Olten.